# 馬德里地鐵9號線
馬德里地鐵9號線（西班牙語：Línea 9）是馬德里地鐵的一條路線，1980年1月31日開通聖德巴蘭達站至帕沃內斯站。

## 历史
於1983年6月3日開通了美洲大道站至埃雷拉奧里亞站。這一段與1980年開通的一段是分隔的，直到兩段路線的連接線於1986年2月24日通車。1998年12月1日，路線由帕沃內斯延長至阿爾甘達門站。此一段路線的每個車站都有獨特的顏色，令乘客較容易認出目的地，並自此在馬德里許多新的地鐵站使用。2008年7月11日加入了里瓦斯-富圖拉站。2011年3月28日北延至美拉塞拉站。最後2015年5月25日再北延至帕克·德·盧西亞站。此站原名「布拉瓦海岸站」（Costa Brava），但2014年音樂家兼結他手帕科·德盧西亞的逝世，交通局決定以他命名。此處亦正在興建近郊鐵路車站，但尚未開放。

## 交路
所有前往阿尔甘达-德尔雷伊一帶的乘客都必須在阿爾甘達門站轉乘另一段9號線，也就是所謂的9B線，而原有路段則為9A線。該站設有島式月台，乘客可直接走到對面月台轉乘。9B線途經許多無人地區以連接三個城鎮：里瓦斯、拉波韋達和阿爾甘達。該段路線以2節或3節列車營運，通過橫跨西班牙沙漠的路段，站距相當長。

## 车站
里瓦斯·烏本尼薩西翁和阿爾甘達-德爾雷伊站都是設有大型島式月台的地下車站，而里瓦斯-富圖拉站、里瓦斯-瓦希安馬德里站和拉波韋達站都是設有側式月台和地面車站。

## 运营车型
9A線通常有5000型和9000型列車營運，間中亦有6000型列車行走，而6000型列車通常在9B線營運。